# Zaire
Republik Zaire (französisch République du Zaïre) war vom 27. Oktober 1971 bis zum 16. Mai 1997 der Name der Demokratischen Republik Kongo in Zentralafrika.
Zaire war der dritte Name, den die ehemalige Kolonie Belgisch-Kongo seit der Unabhängigkeit von Belgien 1960 erhielt. Unter der Bezeichnung Republik Kongo wurde das Land unabhängig; wegen der Namensähnlichkeit mit dem Nachbarstaat Kongolesische Republik (Kongo-Brazzaville) wurde es auch Kongo-Léopoldville genannt. 1964 erhielt es zur Unterscheidung den Namen Demokratische Republik Kongo, 1965 nahm dann die Kongolesische Republik den Namen Republik Kongo an.

## Gründe für die Namensänderung
Hatte die erste Umbenennung mit der Unterscheidung vom Nachbarland noch praktische Gründe, so war der Anspruch hinter dem Namen Zaire eine behauptete „Afrikanisierung“ des Staatsnamens. Die Umbenennung geschah auf Weisung des diktatorisch regierenden Präsidenten Joseph-Désiré Mobutu, der seinen eigenen Namen in Mobutu Sese Seko (genauer: Mobutu Sese Seko Kuku Ngbendu wa Zabanga) „zairisierte“. Mobutu hatte sich 1965 im Gefolge der Kongo-Wirren an die Macht geputscht und tatsächlich existierten zu seinem Amtsantritt etliche Ortsbezeichnungen im Kongo, die auf die koloniale Vergangenheit des Landes verwiesen. So hieß die Hauptstadt noch Léopoldville, nach dem belgischen König Leopold II., unter dessen Herrschaft die brutalste Phase kolonialer Ausbeutung des Kongo stattgefunden hatte, die unter dem Namen Kongogräuel weltweite Empörung ausgelöst hatte. Die Umbenennung in Kinshasa war daher für den souveränen Staat nur konsequent.
Die Umbenennungspolitik wurde unter Mobutu jedoch Teil einer Staatsideologie, die als Authenticité oder Mobutismus bezeichnet wurde. Unter dem Slogan der Authenticité wurden die Umbenennungen von Orten und Personen (christliche Vornamen sollten afrikanisiert werden) grundsätzlich als Befreiung von kolonialer Entwürdigung und Neokolonialismus ideologisch überhöht, auch in Fällen, in denen diese Argumentation auf schwachen Füßen stand. Die Staatsbezeichnung „Kongo“ etwa konnte kaum auf koloniale Wurzeln zurückgeführt werden, da sie bereits der Name des Königreichs Kongo war, und die neue Bezeichnung „Zaire“ hatte im Land keine Tradition.

## Herkunft des Namens
Die Bezeichnung „Zaire“ ist selbst europäischen Ursprungs: Zur Zeit der ersten Kontakte mit den Portugiesen im 15. Jahrhundert waren nzere oder nzadi („der Fluss, der alle Flüsse schluckt“) die von der einheimischen Bevölkerung verwendete Bezeichnung für den Unterlauf des Kongo. Die Portugiesen verballhornten dies zu „Zaire“. Bis heute liegt am Unterlauf des Kongo in Angola die Provinz Zaire.

## Geschichte Zaires
Die Geschichte Zaires ist eine Phase der Geschichte der Demokratischen Republik Kongo, siehe daher den entsprechenden Abschnitt in Geschichte der Demokratischen Republik Kongo.

## Historische Bezeichnungen
| Historische Namensgebung der Territorien des Kongo | Historische Namensgebung der Territorien des Kongo      | Historische Namensgebung der Territorien des Kongo               |
| ehemalige Belgische Kolonie | ehemalige Französische Kolonie (A)                      | ehemaliges Portugiesisches Protektorat                           |
| --- | ------------------------------------------------------- | ---------------------------------------------------------------- |
| ab 1877 kolonialisiert | 1880er kolonialisiert (G)                               | ab 1885 Portugiesisch-Kongo                                      |
| ab 1885 Kongo-Freistaat | ab 1903 Mittelkongo                                     | ab 1885 Portugiesisch-Kongo                                      |
| ab 1908 Belgisch-Kongo | 1910 Französisch-Kongo                                  | ab 1885 Portugiesisch-Kongo                                      |
| ab 1908 Belgisch-Kongo | ab 1958 Republik Kongo                                  | 1956 Portugiesisch-Kongo unter gemeinsamer Verwaltung mit Angola |
| 30. Juni 1960 Unabhängigkeit | 15. August 1960 Unabhängigkeit                          | 1956 Portugiesisch-Kongo unter gemeinsamer Verwaltung mit Angola |
| 1960 Republik Kongo (genannt Kongo-Léopoldville) 1960 Proklamation der Freien Republik Kongo durch lumumbistische Aufständische (von 26 Staaten anerkannt, nach etwa einem Jahr von Regierungstruppen zerschlagen)         | 1960 Kongolesische Republik (genannt Kongo-Brazzaville) | 1956 Portugiesisch-Kongo unter gemeinsamer Verwaltung mit Angola |
| 1961 Bundesrepublik Kongo (genannt Kongo-Léopoldville) 1964 Proklamation der Volksrepublik Kongo durch Aufständische in Stanleyville (nur von 7 Staaten anerkannt, nach wenigen Monaten von Regierungstruppen zerschlagen) | 1960 Kongolesische Republik (genannt Kongo-Brazzaville) | 1956 Portugiesisch-Kongo unter gemeinsamer Verwaltung mit Angola |
| 1964 Demokratische Republik Kongo (genannt Kongo-Léopoldville) | 1965 Republik Kongo (genannt Kongo-Brazzaville)         | 1956 Portugiesisch-Kongo unter gemeinsamer Verwaltung mit Angola |
| 1966 Demokratische Republik Kongo (genannt Kongo-Kinshasa) | 1965 Republik Kongo (genannt Kongo-Brazzaville)         | 1956 Portugiesisch-Kongo unter gemeinsamer Verwaltung mit Angola |
| 1971 Republik Zaïre | 1969 Volksrepublik Kongo                                | 1974 Portugiesisch-Kongo von Angola besetzt                      |
| 1991/92 (Kongo-Zaïre) Verfassungsentwurf der von Mobutu suspendierten Nationalen Souveränen Konferenz | 1969 Volksrepublik Kongo                                | 1974 Portugiesisch-Kongo von Angola besetzt                      |
| seit 1997 Demokratische Republik Kongo | seit 1991 Republik Kongo                                | seit 1975 Cabinda Provinz (Exklave) von Angola                   |
| (A) als Teil von Französisch-Äquatorialafrika (G) 1888–1910 auch Gabun Teil von Französisch-Kongo |                                                         |                                                                  |